# Gimnasia en los Juegos Olímpicos de Los Ángeles 2028
Las competiciones de gimnasia en los Juegos Olímpicos de Los Ángeles 2028 se realizarán en el Crypto.com Arena de Los Ángeles en julio de 2028. Las pruebas de Gimnasia Rítmica se efectuarán en el Galen Center.